# Zygaenosia inferna
Zygaenosia inferna là một loài bướm đêm thuộc phân họ Arctiinae, họ Erebidae.